# Collines Kékéko
Les collines Kékéko sont un massif de montagnes situé à une dizaine de kilomètres de la ville de Rouyn-Noranda en Abitibi-Témiscamingue. On y retrouve 42 km de sentiers pédestres praticables autant en été qu’en raquettes l’hiver.

## Toponymie
L'origine du nom « Kékéko » viendrait d'un dérivé du terme kêkêk, qui signifie « épervier » en langue algonquienne,. 

## Géographie

### Situation, topographie

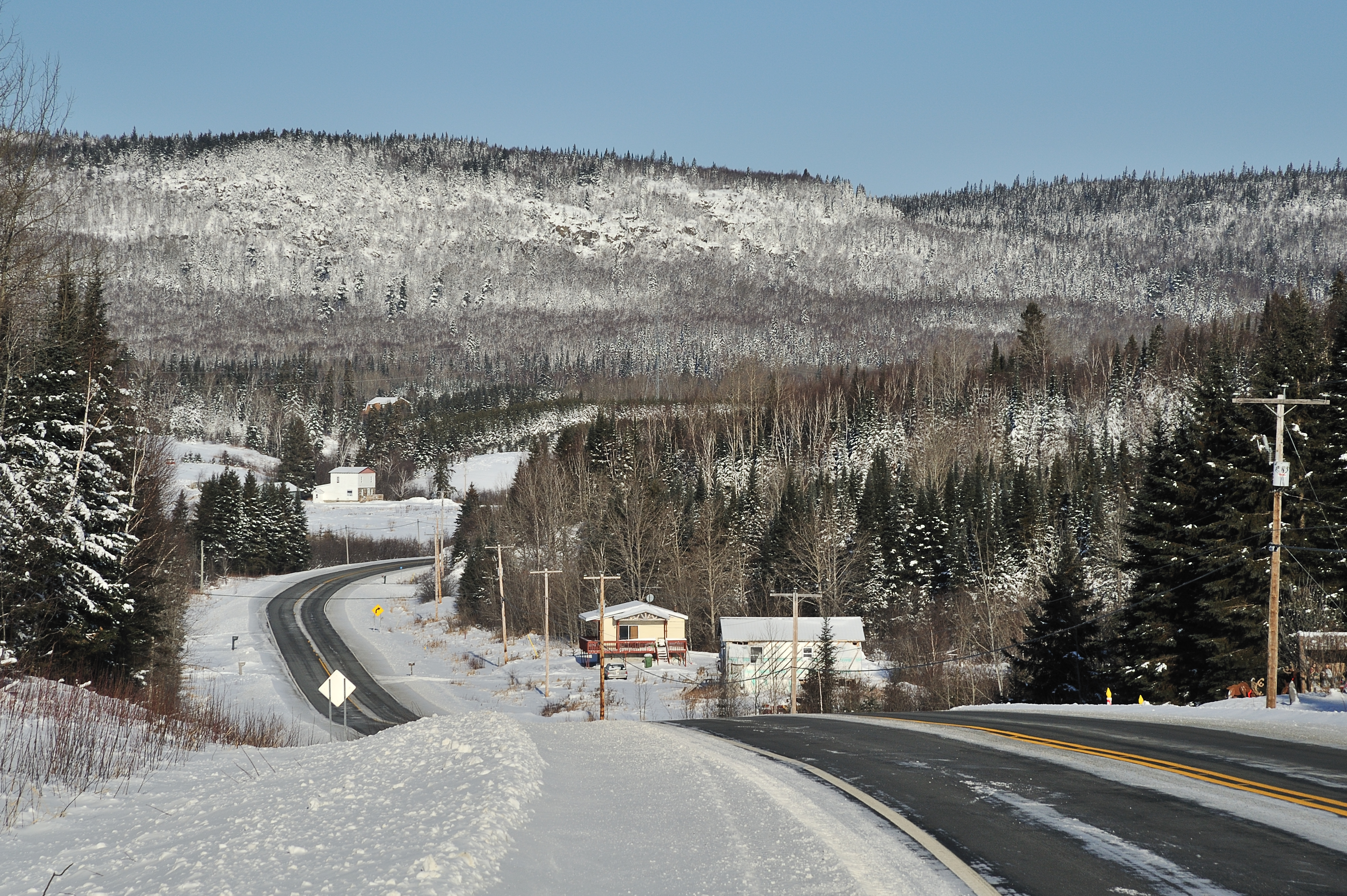
Vue des collines Kekeko depuis la route 391 en direction de Rouyn-Noranda.

Les collines Kékéko sont situées en Abitibi-Témiscamingue, à 12 km au sud-ouest de la ville de Rouyn-Noranda. Celle-ci est à 640 km de Montréal, par la route 117. Les collines constituent une petite chaîne de montagne au relief accidenté. Le plus haut sommet est Icpätina qui atteint 488 m d'altitude.

### Faune et flore

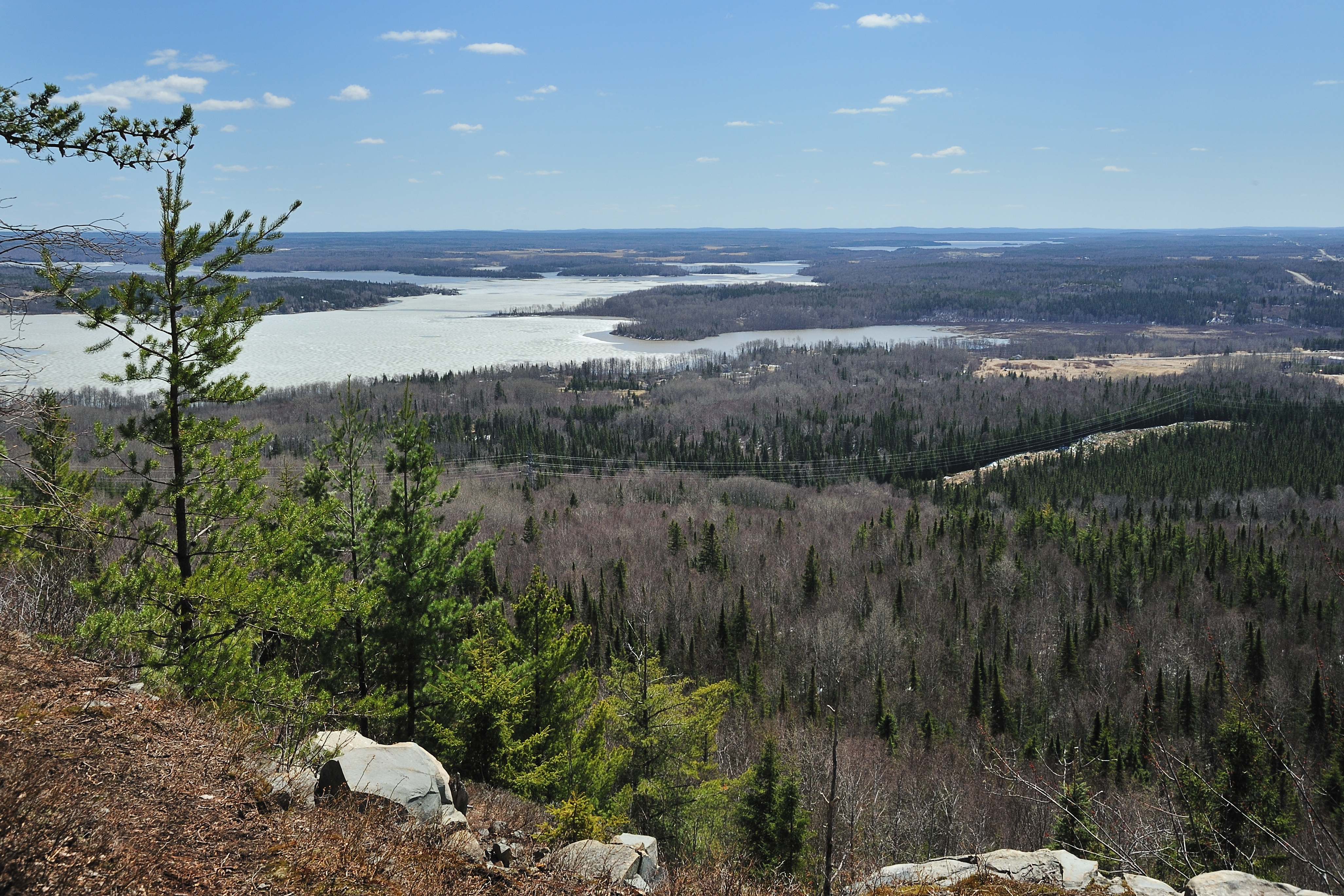
Nid de l'Épervier.

Les collines Kékéko possèdent une végétation riche et variée avec certains taxons rares pour l'Abitibi. On y découvre divers types de peuplements tels des pinèdes à pin gris, des pessières noires et blanches, des sapinières, des remblaies, des bétulaies et des cédrières. On y trouve également un peuplement de frênes noirs à bouleau jaune, rare pour l'Abitibi, et on note une présence significative de pins blancs, de pins rouges et d'érables rouges.

## Activités

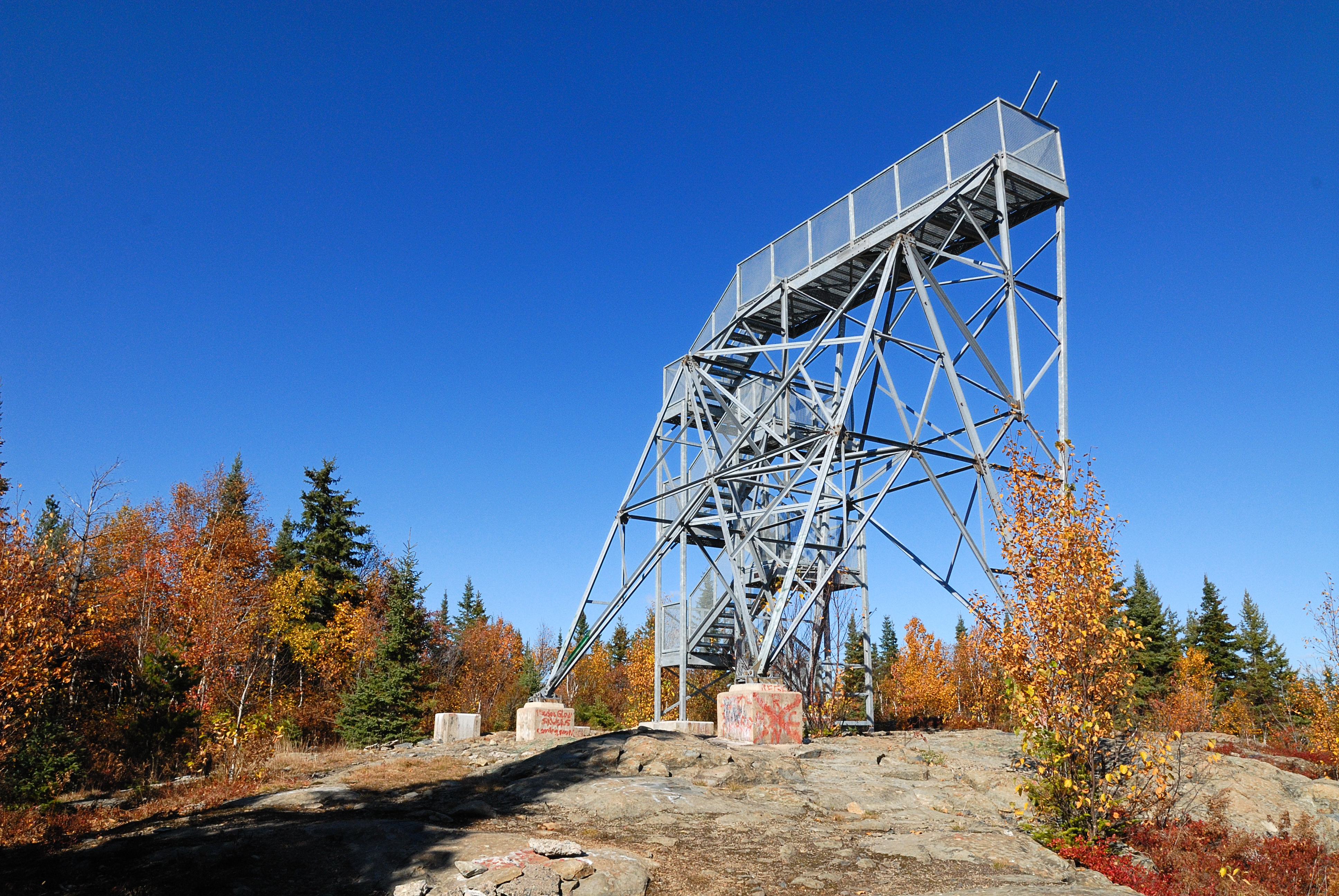
L'observatoire.

### Randonnée
Tout le massif est parcouru par de nombreux sentiers pédestres, dont la Transkekeko d'une longueur d'environ 15,5 km.

### Exploitation minière
En 2020, l’entreprise minière torontoise Yamana Gold fait l’acquisition de la propriété Wasamac. Le site minier Wasamac sera situé à proximité des collines Kékéko. Les caractéristiques géologiques du gisement de Wasamac suggèrent qu'il a le potentiel d'être une mine souterraine avec le potentiel d'atteindre la même échelle, la même qualité, la même production et les mêmes coûts que la mine à succès Jacobina de Yamana au Brésil. Il possèderait aussi de nombreux parallèles avec le projet souterrain de chez Canadian Malartic. Certains citoyens ont dès lors témoigné leur inquiétude concernant l'établissement d'un site minier à proximité d'un site de randonnée pédestre.

### Protection environnementale
Au cours des dernières années, de nombreuses démarches ont été entreprises afin d’assurer la conservation de ce milieu tout en permettant sa mise en valeur auprès de la population de la région. C’est dans cette perspective que la ville de Rouyn-Noranda a entamé en 2017 une démarche participative afin de créer un parc régional des collines Kekeko. L'inauguration du parc régional était prévue pour 2019 mais certains délais ont été occasionnés par la Covid-19. Le projet de création du parc régional aux collines Kékéko était toujours en cours en 2020.